# Moussy (Marna)
Moussy è un comune francese di 804 abitanti situato nel dipartimento della Marna nella regione del Grand Est.

## Società

### Evoluzione demografica
Abitanti censiti